# McKeeva Bush
William McKeeva Bush (ur. 20 stycznia 1955) – kajmański polityk, szef rządu Kajmanów w latach 2001–2005 oraz ponownie od 27 maja 2009. Lider Zjednoczonej Partii Demokratycznej (UDC, United Democratic Party).

## Życiorys
McKeeva Bush w 1984 wszedł po raz pierwszy w skład Zgromadzenia Legislacyjnego Kajmanów, reprezentując dystrykt West Bay. W parlamencie zasiada do chwili obecnej, co czyni go "Ojcem Izby" czyli deputowanym z najdłuższym stażem parlamentarnym.
W ciągu swojej kariery Bush zajmował różne stanowiska rządowe. W latach 1992–1994 był ministrem zdrowia. Od 1994 do 1997 pełnił funkcję ministra rozwoju społeczności, sportu, kultury oraz spraw kobiet i młodzieży. W latach 2000–2001 był ministrem turystyki, środowiska i transportu. W listopadzie 2001 został założycielem i przewodniczącym Zjednoczonej Partii Demokratycznej (UDP, United Democratic Party). 
Od 8 listopada 2001 do 18 maja 2005 zajmował stanowisko szefa rządu Kajmanów oraz ministra turystyki, środowiska, rozwoju i handlu. Po przegranych przez UDP wyborach w maju 2005 stał się liderem opozycji. 
W wyborach parlamentarnych z 20 maja 2009 UDP pokonała rządzący Postępowy Ruch Ludowy (PPM), zdobywając 9 spośród 15 miejsc w parlamencie. 27 maja 2009 McKeeva Bush objął po raz drugi stanowisko szefa rządu Kajmanów.